# Witkowo (stacja kolejowa)
Witkowo – stacja kolei wąskotorowej (Gnieźnieńska Kolej Wąskotorowa) w Witkowie, w województwie wielkopolskim, w Polsce.

## Historia

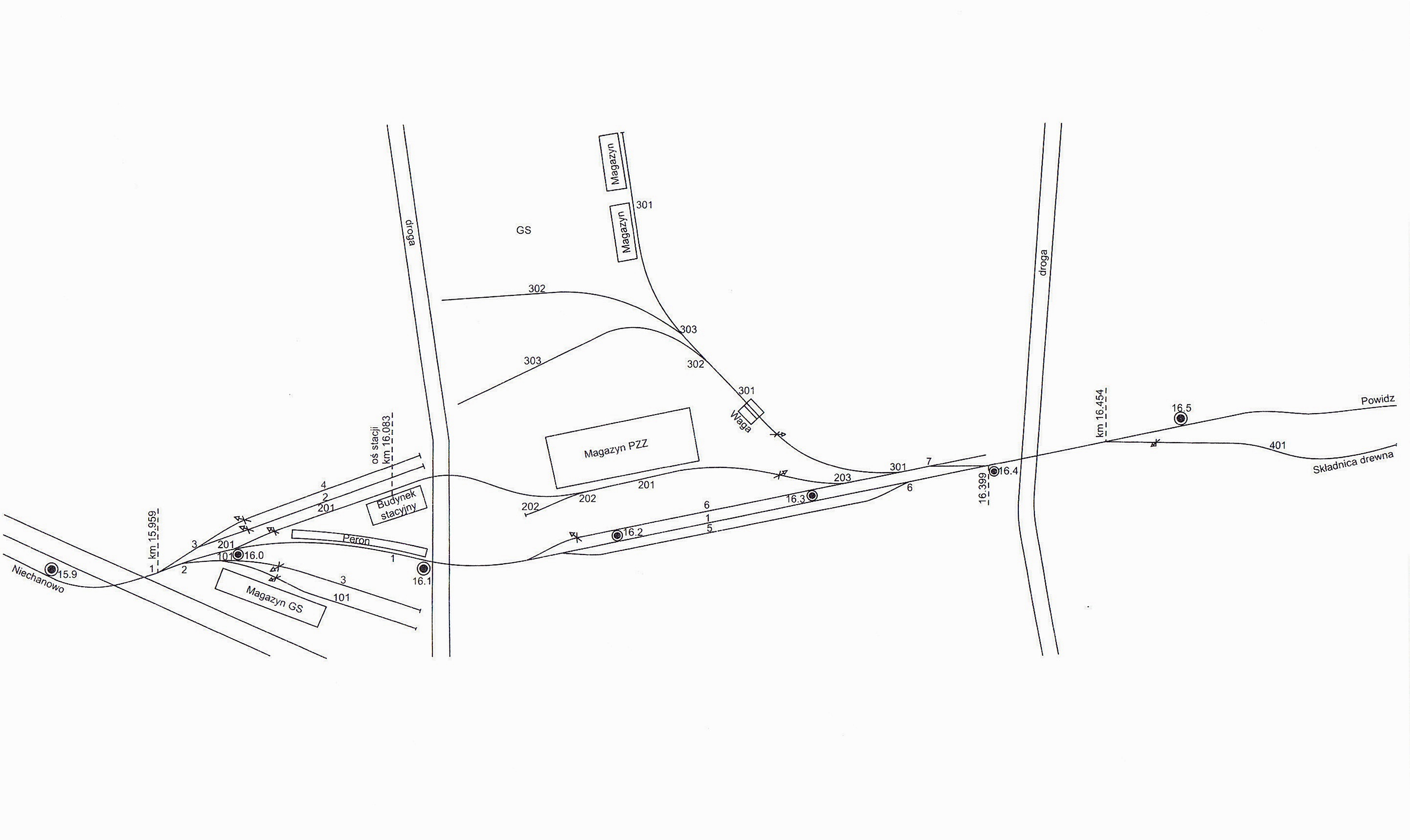
Schemat stacji Witkowo, rok 1962

Stację wybudowano w 1895 roku. Ma to związek z budową linii o prześwicie 600 mm z Niechanowa do Witkowa. Stacja rok później została oficjalnie otwarta. W 1896 roku przystąpiono do budowy trasy z Witkowa do Powidza (11,5 km długości), zaś przedłużenie linii z Powidza do Anastazewa nastąpiło 29 października 1911 roku. W Anastazewie znajdowało się przejście graniczne między zaborem pruskim i rosyjskim. W 1920 roku przerwano budowę budynku stacyjnego z powodu kłopotów finansowych. Ostatecznie budynek o kubaturze 268,5 m³ oddano do użytku w 1923 roku.
W dniach 2 maja – 8 czerwca 1957 roku na odcinku Niechanowo – Witkowo – Anastazewo przekuto tory z 600 na 750 mm. W 1957 roku zlikwidowano bocznicę do Tartaku Parowego w Witkowie. Warto wspomnieć, że w latach 1997-2000 gorzelnia w Kołaczkowie zakupiła 3 normalnotorowe cysterny, które przewożono na transporterach. W cysternach przewożono spirytus do różnych odbiorców w kraju. Wagony te miały stację macierzystą w Witkowie.
Po 1957 roku na stacji w Witkowie urzędował zawiadowca stacji, dyżurny ruchu i kasjer. Posterunek dyżurnego ruchu zlikwidowano w 1971 roku, etat zawiadowcy ok. 1990 roku, a kasjera w 2000 roku. W 2003 roku pieczę nad stacją, jak i nad całą linią Gniezno – Anastazewo przejęło Biuro Utrzymania i Eksploatacji GKW. Do kwietnia 2009 roku budynek był niewykorzystywany. Od tej pory dawny budynek oraz kawałek bocznicy zajęła hurtownia materiałów budowlanych Rem-Bud.

## Infrastruktura

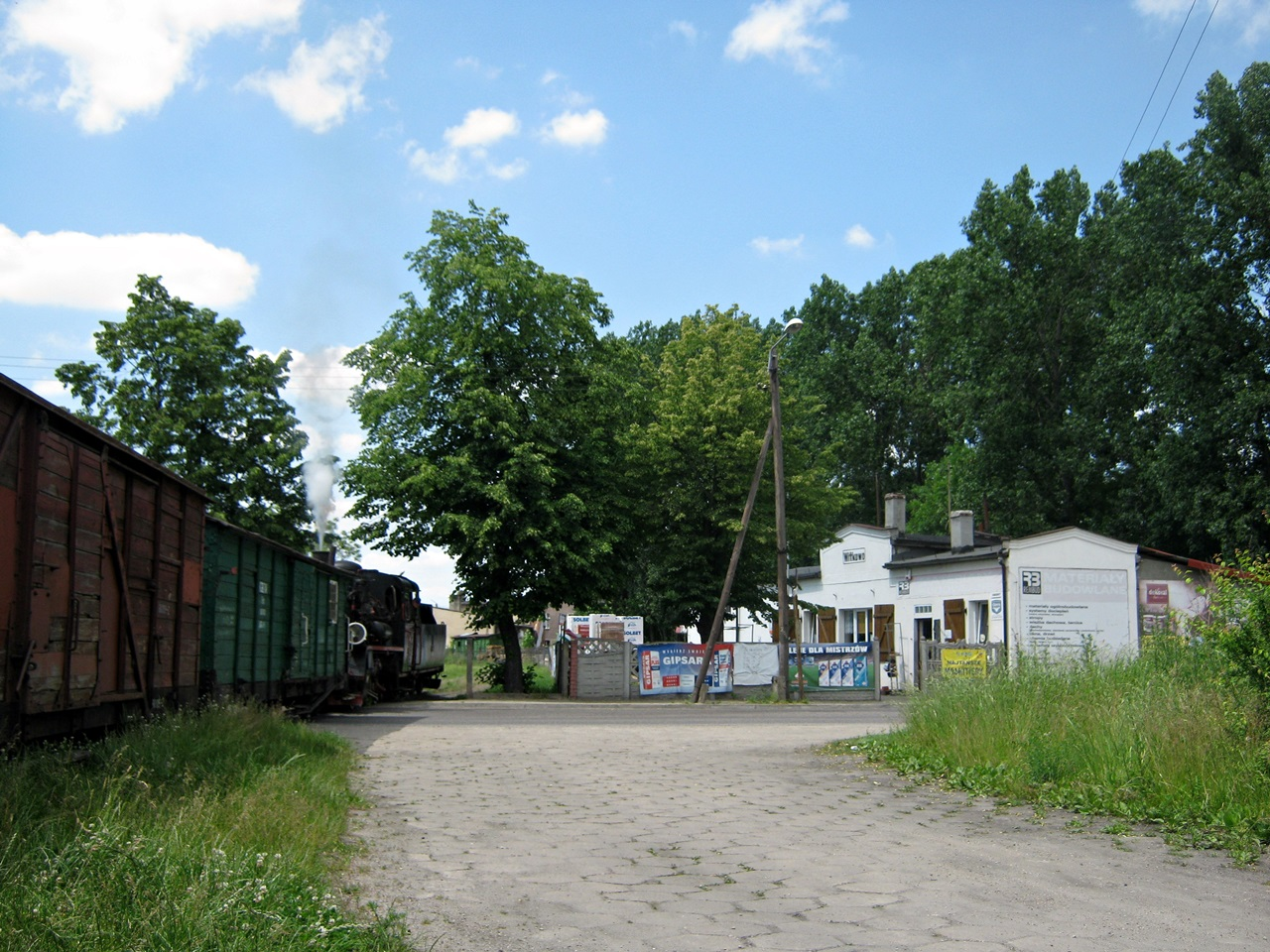
Stacja Witkowo (2013)

Na stacji w Witkowie znajdowała się również parowozownia WKP. Był to budynek murowany, wyposażony w 3 stanowiska postojowo-naprawcze wraz z kanałami. Wjazd odbywał się poprzez obrotnicę o średnicy 6m. Na stacji Witkowie znajdowały się również skład opału, żuraw wodny. W kolejnych latach jej znaczenie malało, najbardziej z powodu wprowadzenia parowozów o zwiększonym zasięgu. Z powodu złego stanu technicznego rozebrano ją wiosną 1932 roku.
Ze stacji odgałęziały się bocznice do młyna parowego, tartaku, do majątku i gorzelni w Kołaczkowie. Bocznica do Kołaczkowa miała 2,5 km długości i była obsługiwana trakcją konną. Rozebrano ją ok. 1949 roku.
Do końca lat 80. XX wieku na bocznicach do magazynów GS Witkowo pracowała lokomotywa spalinowa typu Iowa NS 2d o numerze fabrycznym 43255 zbudowana przez LKM Babelsberg. Na linii do GS znajdowała się również waga wagona o nośności 50 ton i długości 9,05 m.
W 1974 w związku z wprowadzeniem do eksploatacji transporterów wąskotorowych znajdujący się przed stacją łuk o promieniu 37 metrów przebudowano na łuk o promieniu 49 metrów.